# Domus-stolen

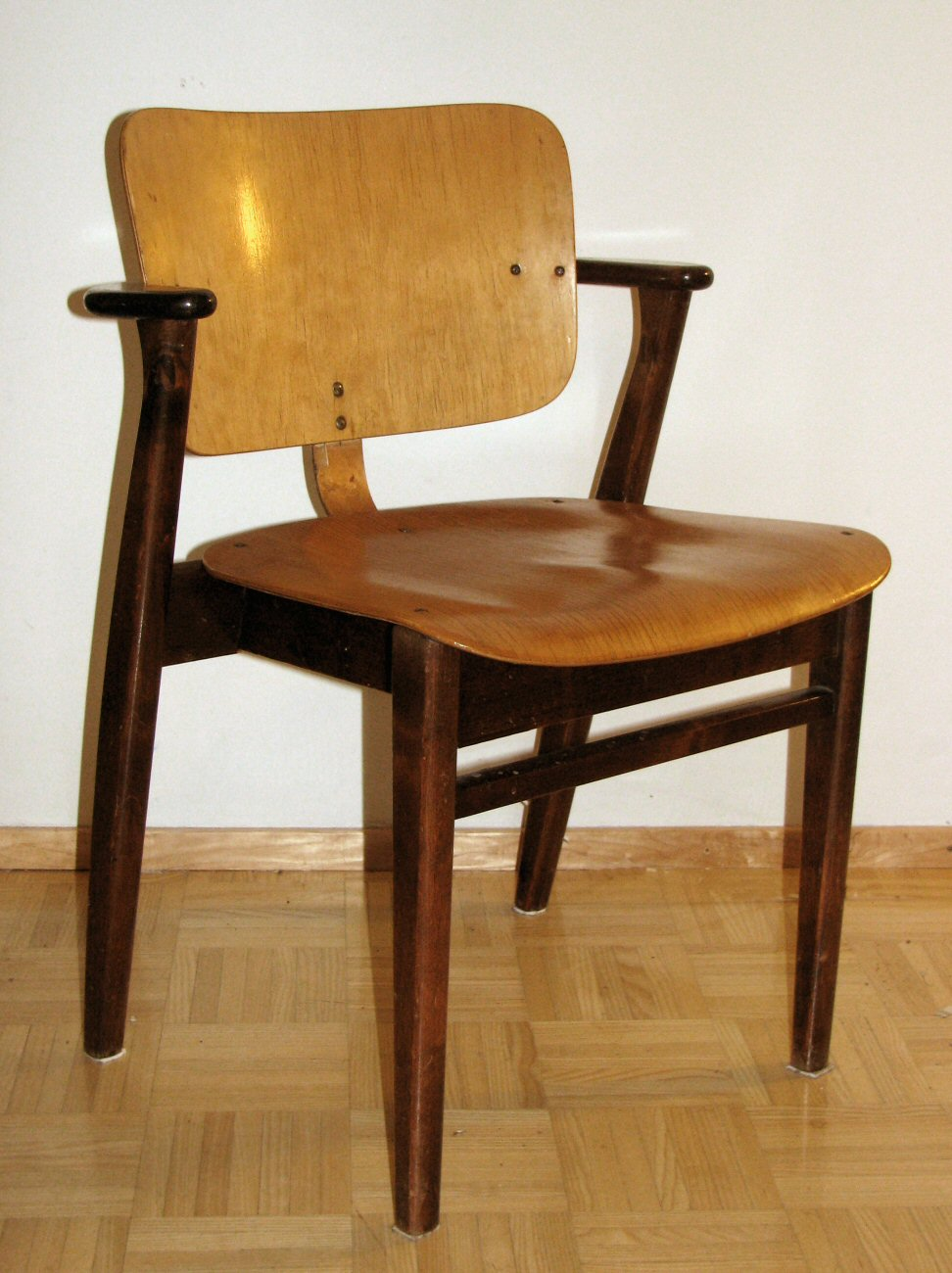
Domus-stolen

Domus-stolen är en stol, som formgavs 1946 av Ilmari Tapiovaara. Den är konstruerad med böjd björkplywood i sits och rygg och formgavs ursprungligen till studentbostadshuset Domus Academica i Helsingfors i Finland. Den sattes senare i serieproduktion och blev en exportframgång, bland annat i Storbritannien och USA. Den tillverkas fortfarande. I USA har den marknadsförts som "Finnchair".
Efter andra världskriget var den allmänna bostadssituationen svår i Finland, och det gällde också för studenter i Helsingfors. Studentkåren vid Helsingfors universitet beslöt i detta läge att bygga ett studentboende på en tomt i Alkärret, som studentkåren köpt av Helsingfors stad. För bygget bedrevs framgångsrikt en insamlingskampanj med en synlig marknadsföring. Byggnaderna ritades av Pauli Salomaa och inredningen formgavs av Ilmari och Annikki Tapiovaara. De två första, A- och B-husen, stod färdiga 1947–1948 och det tredje 1952. Senare byggdes ytterligare ett fjärde hus 1968. C-byggnaden inrymde när den färdigställdes förläggning för Olympiska sommarspelen 1952 i Helsingfors.
Tvåpersonersrummen på studenthuset var små, och därför krävande att inreda för att få plats med nödvändigt möblemang. Sängarna utformades som bäddsoffor och skrivbordets hurts fungerade också som nattduksbord. Skrivbordsstolen har korta armstöd för att kunna dras nära bordet vid studier och måltid, och den kan delvis skjutas in under bordet.
Rådande materialbrist ledde till att stolen gjordes i inhemsk björk. Det tillverkades i delar för montering på plats och är stapelbar. Den var från början en ren trästol, men tillverkades senare också med stoppning och tygöverdrag.